# Де Пьери, Джакомо
Джакомо Де Пьери (итал. Giacomo De Pieri; родился 29 декабря 2006) — итальянский футболист, вингер «Интернационале», выступающий на правах аренды за клуб «Юве Стабия».

## Клубная карьера
Воспитанник «Ливентины», в 2020 году Джакомо Де Пьери присоединился к «Интернационале». 19 января 2025 года впервые попал в заявку основной команды клуба на матч Серии A против «Эмполи», однако на поле не появился. 29 января 2025 года дебютировал за «Интернационале», выйдя на замену в матче Лиги чемпионов против «Монако».

## Карьера в сборной
Выступал за сборные Италии до 16, до 17, до 18, до 19 и до 20 лет.